# Eduardo Valverde
Eduardo Jesús Valverde Muñoz (Turrialba, 10 aprile 1982) è un ex calciatore costaricano, di ruolo centrocampista.